# Mrocza
Mrocza là một thị trấn thuộc huyện Nakielski, tỉnh Kujawsko-Pomorskie ở trung-bắc Ba Lan. Thị trấn có diện tích 5 km². Đến ngày 1 tháng 1 năm 2011, dân số của thị trấn là 4368 người và mật độ 872 người/km².